# Greenidea brideliae
Greenidea brideliae är en insektsart. Greenidea brideliae ingår i släktet Greenidea och familjen långrörsbladlöss. Inga underarter finns listade i Catalogue of Life.